# Episodi di Happy! (prima stagione)
La prima stagione della serie televisiva Happy! è stata trasmessa in prima visione sul canale via cavo statunitense Syfy dal 6 dicembre 2017 al 31 gennaio 2018.
In Italia la stagione è stata interamente pubblicata su Netflix il 26 aprile 2018.
| nº | Titolo originale             | Titolo italiano                    | Prima TV USA     | Pubblicazione Italia |
| -- | ---------------------------- | ---------------------------------- | ---------------- | -------------------- |
| 1  | Saint Nick                   | Saint Nick                         | 6 dicembre 2017  | 26 aprile 2018       |
| 2  | What Smiles Are For          | A che servono i sorrisi            | 13 dicembre 2017 | 26 aprile 2018       |
| 3  | When Christmas Was Christmas | Quando Natale era Natale           | 20 dicembre 2017 | 26 aprile 2018       |
| 4  | Year of the Horse            | L'anno del cavallo                 | 27 dicembre 2017 | 26 aprile 2018       |
| 5  | White Sauce? Hot Sauce?      | Salsa allo yogurt? Salsa piccante? | 10 gennaio 2018  | 26 aprile 2018       |
| 6  | Losing My Religion           | La discarica dell’infanzia         | 17 gennaio 2018  | 26 aprile 2018       |
| 7  | Thus Thrust Zarathustra      | Il distruttore di mondi            | 24 gennaio 2018  | 26 aprile 2018       |
| 8  | I Am the Future              | Io sono il futuro                  | 31 gennaio 2018  | 26 aprile 2018       |

## Saint Nick
- Titolo originale: Saint Nick
- Diretto da: Brian Taylor
- Scritto da: Grant Morrison e Brian Taylor

### Trama
L'ex poliziotto diventato sicario Nick Sax inciampa nel segreto della famiglia criminale Scaramucci durante un colpo che mette in pericolo la sua vita. Hailey,una bambina che vive con la madre single, viene rapita da uno squilibrato vestito da Babbo Natale e manda il suo amico immaginario Happy, dalle sembianze di un piccolo unicorno alato animato, in cerca di soccorso. Happy entra in contatto con Sax, unico oltre ad Hailey che può vederlo, al quale chiede aiuto per salvare la bambina. Dopo una sanguinosa fuga nell'ospedale da criminale Smoothie e i suoi uomini, Sax apprende dall'amico immaginario che Hailey è sua figlia.

## A che servono i sorrisi
- Titolo originale: What smiles are for
- Diretto da: Brian Taylor
- Scritto da: Patrick Macmanus

### Trama
Consapevole del fatto che McCarthy aveva aiutato Sax a scappare, Blue le ordina di portargli Sax, minacciando altrimenti di uccidere sua madre. McCarthy chiede in cambio di essere liberata dai suoi ricatti. Sax viene trascinato in un gioco di carte da un ex socio, Le Dic, dopo avergli chiesto alcune armi e denaro. Essendo sfortunato al gioco, Sax usa Happy per imbrogliare guardando le loro carte per vincere. Dopo aver riflettuto sulla sua situazione, Sax decide di collaborare con Happy per salvare Hailey.

## Quando Natale era Natale

### Trama
Sax e Happy iniziano a rintracciare Hailey, finendo  in uno strip club in cerca di un Babbo Natale dall'aspetto malandato. Sax e McCarthy rivelano di aver avuto una relazione mentre la moglie di Sax, Amanda, era incinta di Hailey.  I due indagano su un uomo che ha ucciso sua moglie e il suo bambino, il che fa sì che Sax picchi violentemente l'uomo sotto gli occhi di McCarthy.  McCarthy e Amanda lavorano insieme per cercare Hailey e parlano con una coppia che afferma che la loro figlia è stata rapita. Amanda scopre che la coppia aveva nascosto la figlia in soffitta per quello che McCarthy ritiene essere l'attenzione dei media.  Fuori dal club, Sax viene attaccato dal Babbo Natale squilibrato, che rivela di poter vedere Happy.

## L'anno del cavallo

### Trama
Dopo che Babbo Natale cerca di mangiare Happy, vomita un biscotto della fortuna. Sax rintraccia la società che l'ha prodotto e poi il ristorante di Chinatown che li vende, rintracciando chi li consegna a Babbo Natale ed evitando gli assassini della Triade. Isabella, la sorella di Blue, durante le riprese di un reality show vede i corpi dei suoi figli all'obitorio della città e scopre che manca il cadavere del più giovane, Mikey.  Incontrando McCarthy nel magazzino in cui Babbo Natale teneva i bambini incarcerati, Sax e Happy scoprono che sono arrivati pochi momenti troppo tardi dal momento che Blue, per volere del misterioso "Mr. Bug" ha fatto trasferire Hailey e gli altri bambini in un'altra posizione da Babbo Natale.

## Salsa allo yogurt? Salsa piccante?

### Trama
Hailey e gli altri bambini arrivano in una nuova prigione dall'aspetto di un'aula, con Smoothie come "insegnante". McCarthy è indagato dagli ufficiali degli affari interni che lavorano per Blue, non avendo arrestato Sax per le uccisioni di Scaramucci.  Spinto da Happy, Sax incontra Amanda per la prima volta in dieci anni, ma la casa in cui si trovano viene attaccata da uomini mascherati, che Sax uccide brutalmente. Sax incolpa Happy per la disastrosa riunione e riflette sul suo comportamento tentando il suicidio sui binari della metropolitana; Happy se ne va, ma Sax viene salvato dalla gente che aspetta sulla piattaforma. In cerca di Happy e ascoltando un venditore di camion di taco che canta "Blue Christmas", Sax ricorda di aver già incontrato il Babbo Natale cattivo mentre lavorava per Blue; improvvisamente accanto a lui si siede Mikey Scaramucci nudo e dall'aspetto di un morto vivente, che inizia a masturbarsi.

## La discarica dell'infanzia

### Trama
Happy incontra Raspberry, un amico immaginario dalle fattezze di un cane a tre teste, che lo presenta al suo amico, il figlio di Blue, Gerry, che tortura e uccide amici immaginari adescati da Raspberry. Sax lascia Mikey in una chiesa mentre affronta Blue, chiedendo il rilascio di Hailey in cambio di Mikey. Tuttavia, Mikey terrorizza il prete nel confessionale dopo aver parlato in latino con una voce demoniaca, riuscendo a scappare e raggiungere la casa di sua madre. Sax viene catturato mentre tenta di ingannare Blue con una bomba; mentre sta per essere giustiziato, Sax afferma di credere in Happy, dando all'unicorno abbastanza forza per uccidere Raspberry e inseguire Gerry nel garage. La distrazione permette a Sax di uccidere gli uomini di Blue e lui e Happy scappano, mentre Gerry fa esplodere se stesso e sua madre accidentalmente. Nel suo appartamento, McCarthy apprende dalla madre Jessica che un gruppo di uomini li aveva minacciati il giorno in cui il padre di McCarthy era stato ucciso, e che Blue era uno di loro; per impedire a Blue di ricattare McCarthy, Jessica si suicida in cucina.

## Il distruttore di mondi

### Trama
Amanda interroga l'intrattenitore per bambini Sonny Shine sui rapimenti di Hailey e degli altri bambini che paiono essere legati ai suoi eventi "Wish-tacular" e presto si rende conto che Sonny, che si rivela essere "Mr. Bug", è la mente dietro le sparizioni. Smoothie chiude i bambini in confezioni per bambole di dimensioni umane e li carica in dei camion.  Dopo che Mikey è fuggito da casa, Isabella scopre che Blue ha messo fuori gioco i suoi figli e lavora con Assunta Bianchi, sua zia spiritualista, per fermarlo. Assunta dice anche che Mikey è posseduto dal demone Orcus, e che se Blue ne entrerà in possesso tutto sarà perduto. Sax, Happy e McCarthy, informati da Amanda, si infiltrano in un set di Sonny Shine per trovare Hailey. Smoothie sottomette Sax e, rivelandosi privo di genitali, l'origine del suo soprannome, lo aggredisce sessualmente con uno strap-on prima che venga steso da McCarthy. Sax raggiunge il camion, trovandoci tutti i bambini tranne Hailey.

## Io sono il futuro

### Trama
McCarthy affronta Sonny Shine al suo evento "Wish-tacular", chiedendo dove si trova Amanda;  in seguito scopre che Amanda è stata buttata fuori dalla Shine Tower. Sax e Happy si dirigono verso il nascondiglio di  Babbo Natale, trovando tutti i bambini che ha rapito nel corso degli anni, cresciuti fisicamente ma lobotomizzati con un trapano elettrico per rimanere mentalmente "bambini" per sempre. Mentre sta per fare lo stesso con Hailey, lei riesce a scappare. Sax manda Happy a trovare Hailey, che sta fuggendo sul tetto. Sax insegue e combatte Babbo Natale ma rischia di essere sopraffatto a causa di un altro attacco cardiaco, finché non interviene in suo aiuto Happy che attacca Babbo Natale assieme ad altri amici immaginari. Nel frattempo, Hailey trova Sax e gli dà le sue pillole per il cuore; Sax quindi uccide Babbo Natale. Dopo aver riportato Hailey da sua madre, Sax crolla e quasi muore per un attacco di cuore, facendo sembrare sia morto. Più tardi, Happy saluta Hailey e svanisce, per riunirsi a Sax.
In una scena post-crediti, Blue viene visitato a Rikers Island da Mikey, che espira il demone Orcus nell'orecchio di Blue prima di crollare a terra morto. Blue sembra avere un attacco mentre il suo corpo si contorce e immagini infernali invadono la sua visuale; quando passa, Blue si alza in piedi e si toglie gli occhiali e quando gli viene chiesto se sta bene, risponde semplicemente: "Ho fame".